# Suparništvo Boston Celticsa i Los Angeles Lakersa
Suparništvo Boston Celticsa i Los Angeles Lakersa, ili Rivalstvo Boston Celticsa i Los Angeles Lakersa (eng: Celtics-Lakers Rivalry) je dvoboj između dvije najuspješnije franšize u NBA ligi. Odigrali su 11 NBA finala, gdje su devet puta slavili igrači Bostona, a dva puta igrači Lakersa. Sve ukupno (računajući ostale naslove s drugim klubovima) osvojili su čak 32 naslova prvaka NBA lige.

## Povijest[1]
Povijesni dvoboji Lakersa i Celticsa počeli su davne 1959. godine kada su se prvi put susreli u velikom finalu. Boston je pomeo Minneapolis Lakerse s 4-0 u finalu. Treba napomenuti da su te godine Lakersi, koji su tada jos igrali u Minneapolisu, vec bili vlasnici pet NBA naslova. Te naslove osvojili su predvođeni Georgeom Mikanom i bila je to prva "dinastija" koja je vladala ligom. Bostonu je to bilo drugo finale, a njihova uvjerljiva pobjeda označila je početak najvećeg pobjedničkog niza svih vremena. Naime Boston Celticsi su od 1959. do 1966. osvojili osam naslova prvaka zaredom. Također Boston je od sezone 1956./57. do 1968./69. osvojilo čak 11 naslova u 13 sezona. Ono što je frustrirajuće za Lakerse je što su ih Celticsi čak sedam puta pobijedili u velikom finalu.
Bila je to velika nesreća za Los Angeles Lakerse, koji su igrali odličnu košarku predvođeni izvrsnim strijelcima Elginom Baylorom i Jerryjem Westom, ali jednostavno nisu imali odgovora na momčadsku igru Celticsa koja se bazirala oko centra Billa Russella. Russell je ujedno i čovjek s najviše naslova prvaka - čak 10. Možda najilustrativniji primjer izjednačenosti ovih rivala je taj što je Jerry West osvojio titulu najkorisnijeg igrača finala 1969., usprkos činjenici što su Celticsi pobijedili s 4-3.
Nakon oproštaja Billa Russellla prestala je i dominacija Celticsa koji su svoj idući naslov osvojili tek 1974. s fenomenalnim Johnom Havlicekom. Lakersi su napokon dočekali toliko željenu šestu titulu 1972., nakon osam uzastopnih postraja u finalima. Međutim, novi okršaj vječnih rivala u finalu se u 70-ima nije dogodio.
Rivalitet je ponovno u centru pažnje u 80-ima predvođen dvojicom igrača, Larryjem Birdom koji je predvodio Celticse i Magicom Johnsonom koji je vodio momčad Los Angeles Lakersa. Tijekom ovog perioda rivalitet je bio gledan kroz nekoliko dimenzija. Zvali su ga East Coast vs. West Coast, a zbog činjenice da su za Celticse igrali većinom bijelci, a za Lakerse tamnoputi igrači, zvali su ga i white vs. black. Od deset naslova 80-ih, osam su ih podijelile ove dvije momčadi, od toga su pet uzeli Lakersi, a tri Celticsi. Prvi okršaj Birda i Magica u finalu dogodio se 1984. i tada je slavio Boston s 4-3, a Bird je bio najkorisniji igrač. Boston je imao fenomenalnu unutrašnju liniju - "Big Three" odnosno Robert Parish, Kevin McHale i Larry Bird dominirali su pod obručima, a s vanjskih pozicija odlični su bili Danny Ainge i Dennis Johnson. Pa ipak, finala ovih protivnika 1985. i 1987. godine pripala su Lakersima. Magic je igrao fantastično u tim finalima, Kareem Abdul-Jabbar je još uvijek bio jako dobar, a James Worthy (najkorisniji igrač finala 1987.) i Michael Cooper upotpunjavali su atraktivnu igru Lakersa, poznatiju i kao Showtime. Rivalitet je drastično pao početkom devedesetih kada se velika dvojka odlučila povući te kada je na scenu stupio jedinstveni Michael Jordan sa svojim Chicago Bullsima. Od tada do danas Boston Celticsi su samo jednom došli do polufinala svoje konferencije, a Los Angeles Lakersi su ponovno bili na vrhu u razdoblju od tri godine 2000-ih dok je njihov dres nosio Shaquille O'Neal. 
Trebalo je čekati 22 godinu da ponovno vidimo Celticse i Lakerse u velikom finalu. U sezoni 2008./09. Celticsi su s Rayom Allenom, Paulom Pierceom i Kevinom Garnettom oformili novu "Big Three", dok su se Lakersi pojačali Pau Gasolom. Obje momčadi stigle se do finala, ali Celticsi su predvođeni najkorisnijim igračem Paulom Pierceom uzeli svoj deveti naslov protiv Lakersa i 17. u povijesti franžize.

## NBA finala Lakersa i Celticsa kroz povijest

### Po utakmicama[3]
- Sva finala po utakmicama između Boston Celticsa i Los Angeles Lakersa:

| Finala                                                         | Finala                                                         | Finala                                                         |
| Finale 1959.: Boston Celticsi protiv Minneapolis Lakersa (4-0) | Finale 1959.: Boston Celticsi protiv Minneapolis Lakersa (4-0) | Finale 1959.: Boston Celticsi protiv Minneapolis Lakersa (4-0) |
| Serija                                                         | Domaćin i gost                                                 | Rez.                                                           |
| -------------------------------------------------------------- | -------------------------------------------------------------- | -------------------------------------------------------------- |
| 1. utakmica                                                    | Boston Celtics - Minneapolis Lakers                            | 118:115                                                        |
| 2. utakmica                                                    | Boston Celtics - Minneapolis Lakers                            | 128:108                                                        |
| 3. utakmica                                                    | Minneapolis Lakers - Boston Celtics                            | 110:123                                                        |
| 4. utakmica                                                    | Minneapolis Lakers - Boston Celtics                            | 113:118                                                        |
| Finale 1962.: Boston Celticsi protiv Los Angeles Lakersa (4-3) |                                                                |                                                                |
| Serija                                                         | Domaćin i gost                                                 | Rez.                                                           |
| 1. utakmica                                                    | Boston Celtics - Los Angeles Lakers                            | 122:108                                                        |
| 2. utakmica                                                    | Boston Celtics - Los Angeles Lakers                            | 122:129                                                        |
| 3. utakmica                                                    | Los Angeles Lakers - Boston Celtics                            | 117:115                                                        |
| 4. utakmica                                                    | Los Angeles Lakers - Boston Celtics                            | 103:115                                                        |
| 5. utakmica                                                    | Boston Celtics - Los Angeles Lakers                            | 121:126                                                        |
| 6. utakmica                                                    | Los Angeles Lakers - Boston Celtics                            | 105:119                                                        |
| 7. utakmica                                                    | Boston Celtics - Los Angeles Lakers                            | 110:107                                                        |
| Finale 1963.: Boston Celticsi protiv Los Angeles Lakersa (4-2) |                                                                |                                                                |
| Serija                                                         | Domaćin i gost                                                 | Rez.                                                           |
| 1. utakmica                                                    | Boston Celtics - Los Angeles Lakers                            | 117:114                                                        |
| 2. utakmica                                                    | Boston Celtics - Los Angeles Lakers                            | 113:106                                                        |
| 3. utakmica                                                    | Los Angeles Lakers - Boston Celtics                            | 119:99                                                         |
| 4. utakmica                                                    | Los Angeles Lakers - Boston Celtics                            | 105:108                                                        |
| 5. utakmica                                                    | Boston Celtics - Los Angeles Lakers                            | 119:126                                                        |
| 6. utakmica                                                    | Los Angeles Lakers - Boston Celtics                            | 109:112                                                        |
| Finale 1965.: Boston Celticsi protiv Los Angeles Lakersa (4-1) |                                                                |                                                                |
| Serija                                                         | Domaćin i gost                                                 | Rez.                                                           |
| 1. utakmica                                                    | Boston Celtics - Los Angeles Lakers                            | 142:110                                                        |
| 2. utakmica                                                    | Boston Celtics - Los Angeles Lakers                            | 129:123                                                        |
| 3. utakmica                                                    | Los Angeles Lakers - Boston Celtics                            | 126:105                                                        |
| 4. utakmica                                                    | Los Angeles Lakers - Boston Celtics                            | 99:112                                                         |
| 5. utakmica                                                    | Boston Celtics - Los Angeles Lakers                            | 129:96                                                         |

| Finala                                                         | Finala                                                         | Finala                                                         |
| Finale 1966.: Boston Celticsi protiv Los Angeles Lakersa (4-3) | Finale 1966.: Boston Celticsi protiv Los Angeles Lakersa (4-3) | Finale 1966.: Boston Celticsi protiv Los Angeles Lakersa (4-3) |
| Serija                                                         | Domaćin i gost                                                 | Rez.                                                           |
| -------------------------------------------------------------- | -------------------------------------------------------------- | -------------------------------------------------------------- |
| 1. utakmica                                                    | Boston Celtics - Los Angeles Lakers                            | 129:133                                                        |
| 2. utakmica                                                    | Boston Celtics - Los Angeles Lakers                            | 129:109                                                        |
| 3. utakmica                                                    | Los Angeles Lakers - Boston Celtics                            | 106:120                                                        |
| 4. utakmica                                                    | Los Angeles Lakers - Boston Celtics                            | 117:122                                                        |
| 5. utakmica                                                    | Boston Celtics - Los Angeles Lakers                            | 117:121                                                        |
| 6. utakmica                                                    | Los Angeles Lakers - Boston Celtics                            | 123:115                                                        |
| 7. utakmica                                                    | Boston Celtics - Los Angeles Lakers                            | 95:93                                                          |
| Finale 1968.: Boston Celticsi protiv Los Angeles Lakersa (4-2) |                                                                |                                                                |
| Serija                                                         | Domaćin i gost                                                 | Rez.                                                           |
| 1. utakmica                                                    | Boston Celtics - Los Angeles Lakers                            | 107:101                                                        |
| 2. utakmica                                                    | Boston Celtics - Los Angeles Lakers                            | 113:123                                                        |
| 3. utakmica                                                    | Los Angeles Lakers - Boston Celtics                            | 119:127                                                        |
| 4. utakmica                                                    | Los Angeles Lakers - Boston Celtics                            | 119:105                                                        |
| 5. utakmica                                                    | Boston Celtics - Los Angeles Lakers                            | 120:117                                                        |
| 6. utakmica                                                    | Los Angeles Lakers - Boston Celtics                            | 109:124                                                        |
| Finale 1969.: Boston Celticsi protiv Los Angeles Lakersa (4-3) |                                                                |                                                                |
| Serija                                                         | Domaćin i gost                                                 | Rez.                                                           |
| 1. utakmica                                                    | Los Angeles Lakers - Boston Celtics                            | 120:118                                                        |
| 2. utakmica                                                    | Los Angeles Lakers - Boston Celtics                            | 118:112                                                        |
| 3. utakmica                                                    | Boston Celtics - Los Angeles Lakers                            | 111:105                                                        |
| 4. utakmica                                                    | Boston Celtics - Los Angeles Lakers                            | 89:88                                                          |
| 5. utakmica                                                    | Los Angeles Lakers - Boston Celtics                            | 117:104                                                        |
| 6. utakmica                                                    | Boston Celtics - Los Angeles Lakers                            | 99:90                                                          |
| 7. utakmica                                                    | Los Angeles Lakers - Boston Celtics                            | 106:108                                                        |
| Finale 1984.: Boston Celticsi protiv Los Angeles Lakersa (4-3) |                                                                |                                                                |
| Serija                                                         | Domaćin i gost                                                 | Rez.                                                           |
| 1. utakmica                                                    | Boston Celtics - Los Angeles Lakers                            | 109:115                                                        |
| 2. utakmica                                                    | Boston Celtics - Los Angeles Lakers                            | 124:121                                                        |
| 3. utakmica                                                    | Los Angeles Lakers - Boston Celtics                            | 137:104                                                        |
| 4. utakmica                                                    | Los Angeles Lakers - Boston Celtics                            | 124:129                                                        |
| 5. utakmica                                                    | Boston Celtics - Los Angeles Lakers                            | 121:103                                                        |
| 6. utakmica                                                    | Los Angeles Lakers - Boston Celtics                            | 119:108                                                        |
| 7. utakmica                                                    | Boston Celtics - Los Angeles Lakers                            | 111:102                                                        |

| Finala                                                         | Finala                                                         | Finala                                                         |
| Finale 1985.: Los Angeles Lakersi protiv Boston Celticsa (4-2) | Finale 1985.: Los Angeles Lakersi protiv Boston Celticsa (4-2) | Finale 1985.: Los Angeles Lakersi protiv Boston Celticsa (4-2) |
| Serija                                                         | Domaćin i gost                                                 | Rez.                                                           |
| -------------------------------------------------------------- | -------------------------------------------------------------- | -------------------------------------------------------------- |
| 1. utakmica                                                    | Boston Celtics - Los Angeles Lakers                            | 148:114                                                        |
| 2. utakmica                                                    | Boston Celtics - Los Angeles Lakers                            | 102:109                                                        |
| 3. utakmica                                                    | Los Angeles Lakers - Boston Celtics                            | 136:111                                                        |
| 4. utakmica                                                    | Los Angeles Lakers - Boston Celtics                            | 105:107                                                        |
| 5. utakmica                                                    | Los Angeles Lakers - Boston Celtics                            | 120:111                                                        |
| 6. utakmica                                                    | Boston Celtics - Los Angeles Lakers                            | 100:111                                                        |
| Finale 1987.: Los Angeles Lakersi protiv Boston Celticsa (4-2) |                                                                |                                                                |
| Serija                                                         | Domaćin i gost                                                 | Rez.                                                           |
| 1. utakmica                                                    | Los Angeles Lakers - Boston Celtics                            | 126:113                                                        |
| 2. utakmica                                                    | Los Angeles Lakers - Boston Celtics                            | 141:122                                                        |
| 3. utakmica                                                    | Boston Celtics - Los Angeles Lakers                            | 109:103                                                        |
| 4. utakmica                                                    | Boston Celtics - Los Angeles Lakers                            | 106:107                                                        |
| 5. utakmica                                                    | Boston Celtics - Los Angeles Lakers                            | 123:108                                                        |
| 6. utakmica                                                    | Los Angeles Lakers - Boston Celtics                            | 106:93                                                         |
| Finale 2008.: Boston Celticsi protiv Los Angeles Lakersa (4-2) |                                                                |                                                                |
| Serija                                                         | Domaćin i gost                                                 | Rez.                                                           |
| 1. utakmica                                                    | Boston Celtics - Los Angeles Lakers                            | 98:88                                                          |
| 2. utakmica                                                    | Boston Celtics - Los Angeles Lakers                            | 108:102                                                        |
| 3. utakmica                                                    | Los Angeles Lakers - Boston Celtics                            | 87:81                                                          |
| 4. utakmica                                                    | Los Angeles Lakers - Boston Celtics                            | 91:97                                                          |
| 5. utakmica                                                    | Los Angeles Lakers - Boston Celtics                            | 103:98                                                         |
| 6. utakmica                                                    | Boston Celtics - Los Angeles Lakers                            | 131:92                                                         |
| Finale 2010.: Los Angeles Lakersi protiv Boston Celticsa (4-3) |                                                                |                                                                |
| Serija                                                         | Domaćin i gost                                                 | Rez.                                                           |
| 1. utakmica                                                    | Los Angeles Lakers - Boston Celtics                            | 102:89                                                         |
| 2. utakmica                                                    | Los Angeles Lakers - Boston Celtics                            | 94:103                                                         |
| 3. utakmica                                                    | Boston Celtics - Los Angeles Lakers                            | 84:91                                                          |
| 4. utakmica                                                    | Boston Celtics - Los Angeles Lakers                            | 96:89                                                          |
| 5. utakmica                                                    | Boston Celtics - Los Angeles Lakers                            | 92:86                                                          |
| 6. utakmica                                                    | Los Angeles Lakers - Boston Celtics                            | 89:67                                                          |
| 7. utakmica                                                    | Los Angeles Lakers - Boston Celtics                            | 83:79                                                          |

### U seriji[4]
- Sva finala u seriji između Boston Celticsa i Los Angeles Lakersa:

| Finala | Finala                              | Finala |
| Godina | Domaćin i gost                      | Serija |
| ------ | ----------------------------------- | ------ |
| 1959.  | Boston Celtics - Minneapolis Lakers | 4:0    |
| 1962.  | Boston Celtics - Los Angeles Lakers | 4:3    |
| 1963.  | Boston Celtics - Los Angeles Lakers | 4:2    |
| 1965.  | Boston Celtics - Los Angeles Lakers | 4:1    |
| 1966.  | Boston Celtics - Los Angeles Lakers | 4:3    |
| 1968.  | Boston Celtics - Los Angeles Lakers | 4:2    |
| 1969.  | Boston Celtics - Los Angeles Lakers | 4:3    |
| 1984.  | Boston Celtics - Los Angeles Lakers | 4:3    |
| 1985.  | Los Angeles Lakers - Boston Celtics | 4:2    |
| 1987.  | Los Angeles Lakers - Boston Celtics | 4:2    |
| 2008.  | Boston Celtics - Los Angeles Lakers | 4:2    |
| 2010.  | Los Angeles Lakers - Boston Celtics | 4:3    |

## Vanjske poveznice
- Rivalstvo Celticsa i Lakersa  Arhivirana inačica izvorne stranice od 2. veljače 2011. (Wayback Machine)